# Johann Nepomuk Czermak
Johann Nepomuk Czermak (Johann Nepomuk Tschermak, ur. 17 czerwca 1828 w Pradze, zm. 16 września 1873 w Lipsku) – niemiecko-austriacki fizjolog. 
Urodził się w Pradze; studiował medycynę w Pradze, Wiedniu, Wrocławiu i Würzburgu. Gdy studiował we Wrocławiu, duży wpływ na niego wywarły prace Jana Evangelisty Purkyniego. W 1855 został profesorem w Grazu, po czym kontynuował pracę naukową w wielu europejskich miastach, między innymi w Krakowie w latach 1856-1858 i Lipsku.
Czermak położył duże zasługi dla laryngologii, obok Ludwiga Türcka, wprowadził do medycyny klinicznej laryngoskop, wynaleziony w 1854 przez hiszpańskiego nauczyciela śpiewu Manuela Garcię. Czermak wprowadził istotne ulepszenia w konstrukcji urządzenia, adaptując je także na potrzeby wziernikowania nosogardła i jamy nosa. Interesował się fonetyką i prowadził badania nad rolą krtani, gardła, jamy nosowej i jamy ustnej w tworzeniu spółgłosek i samogłosek. Tuż przed śmiercią w 1873 otworzył Instytut Fizjologiczny w Lipsku, który nazwał Spectatorium. 

## Wybrane prace
- Über den Kehlkopfspiegel. „Wiener medizinische Wochenschrift” 8 (1858) 196-198.
- Der Kehlkopfspiegel und seine Verwertung in Physiologie und Medizin. Leipzig, 1860.
- Zur Physiologie des Gesichtssinnes. (On acccomodation phenomena).
- Über den Raumsinn der Haut.
- Gesammelte Schriften. 2 Teile in 3 Bänden. Leipzig, 1879